# 青木奈波
青木 奈波（あおき ななみ、1995年1月6日 - ）は、日本の陸上競技選手。長距離走。岩谷産業に所属。2012年の全国高校駅伝では菅野七虹・池内彩乃・廣田麻衣らと立命館宇治高を優勝に導く。2013年の全日本大学女子駅伝では大森菜月・菅野・籔下明音・廣田・津田真衣と繋がり、アンカーとして立命館大学優勝のゴールテープを切った。

## 主な記録
2022年8月　北海道マラソン　2位　2時間33分32秒
2023年2月、大阪マラソンで自己ベスト2時間30分1秒で8位。
| 年     | 大会                           | 種目           | 順位              | 備考           |
| ------ | ------------------------------ | -------------- | ----------------- | -------------- |
| 2011年 | 全国高校駅伝                   | 5区            | 区間6位           | 立命館宇治5位  |
| 2012年 | 都道府県対抗女子駅伝           | 5区            | 区間賞            | 京都府2位      |
|        | 千葉国際クロスカントリー       | Jr5km          | 4位               |                |
|        | 福岡国際クロスカントリー       | Jr6km          | 5位               |                |
|        | アジアクロスカントリー         | Jr6km          | 5位               |                |
|        | 全国高校駅伝                   | 5区            | 区間2位 日本人1位 | 立命館宇治優勝 |
| 2013年 | 都道府県対抗女子駅伝           | 2区            | 区間4位           | 京都府9位      |
|        | 千葉国際クロスカントリー       | Jr5km          | 2位               |                |
|        | 福岡国際クロスカントリー       | Jr6km          | 4位               |                |
|        | 世界クロスカントリー選手権     | Jr6km          | 43位              | 日本4位        |
|        | 全日本大学女子駅伝             | 6区            | 区間賞            | 立命館大優勝   |
| 2016年 | まつえレディースハーフマラソン | ハーフマラソン | 11位              |                |
| 2023年 | 大阪マラソン                   | マラソン       | 8位               |                |